# 庫爾斯克站 (莫斯科地鐵環狀線)
庫爾斯克站（羅馬化：Kurskaya）是莫斯科地鐵的一個車站，位於莫斯科中央區巴斯曼尼區。庫爾斯克站是環狀線的車站，開通於1950年1月1日。車站的設計者是G. Zakharkov和Z. Chernysheva，是一座1950年代的史達林式風格建築。